# برای یک چکاوک آسمانی

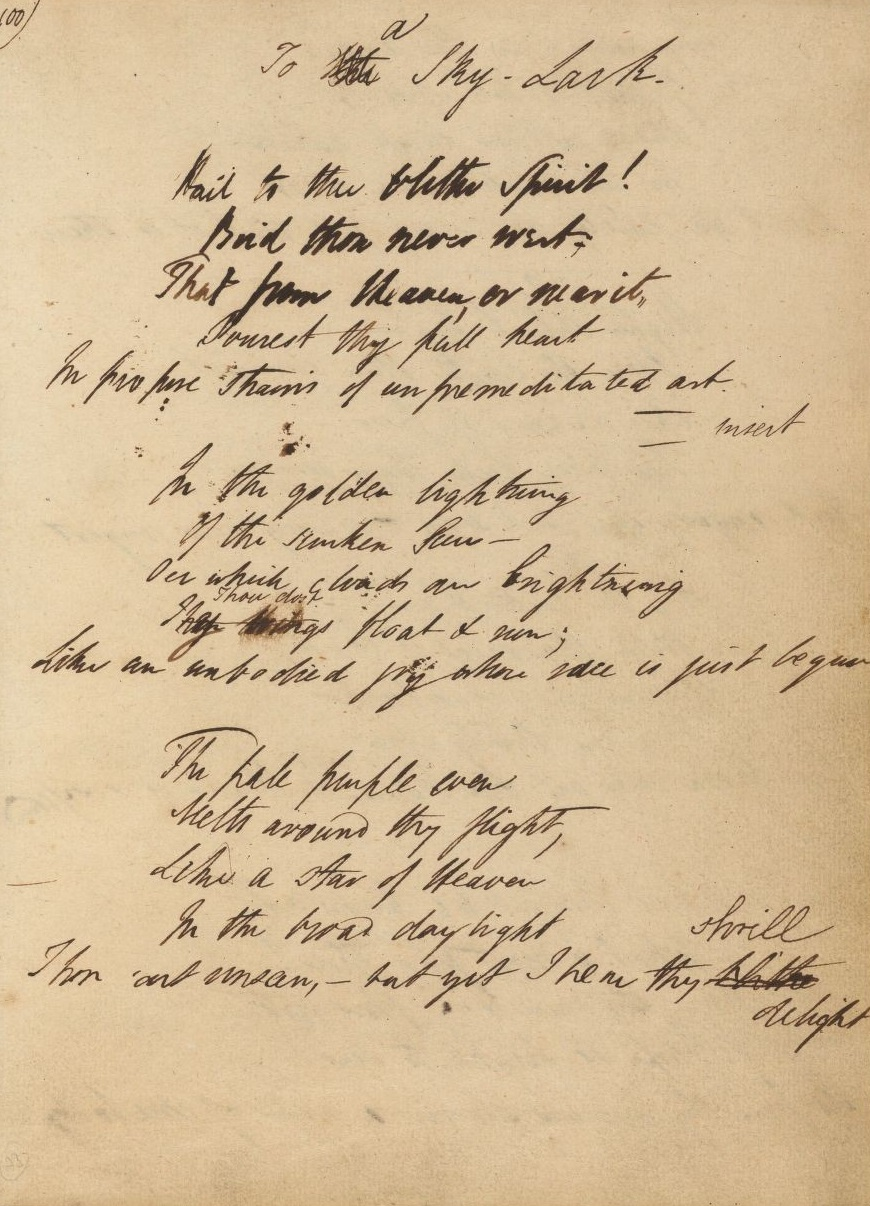
صفحه اول نسخه خطی اصلی "برای یک چکاوک آسمانی"

"برای یک چکاوک آسمانی" شعری است که توسط پرسی بیش شلی در پایان ژوئن ۱۸۲۰ تکمیل شد و همراه با درام غنایی او "پرومته بی بند" توسط چارلز و جیمز اولیر در لندن منتشر شد.
این کتاب با الهام از یک پیاده‌روی عصرگاهی در کشور نزدیک لیورنو، ایتالیا، همراه با همسرش مری شلی، شکل و آواز یک چکاوک آسمانی را توصیف می‌کند. مری شلی رویدادی را که شلی را برای نوشتن "برای یک چکاوک آسمانی" ترغیب کرد، توصیف کرد: "در بهار ما یک یا دو هفته را در نزدیکی لگهورن (لیورنو) گذراندیم … در یک عصر زیبای تابستانی بود. در حالی که در میان کوچه‌هایی سرگردان بودیم که پرچین‌های آن نورانی از کرم شب‌تاب بود که صدای آواز چکاوک آسمانی را شنیدیم.»
آواز چکاوک آسمانی استعاره یا نمادی از طبیعت است. شلی مانند «ابر» به دنبال درک طبیعت، یافتن معنای آن است. این هدف اوست. شعر آغشته به ترحم است، زیرا او می‌داند که این یک جست‌وجوی توهمی است.

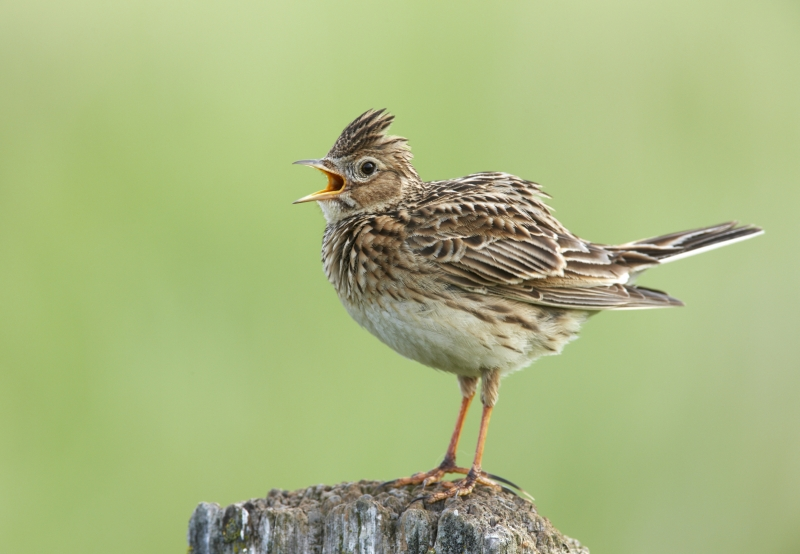
یک چکاوک آسمانی اوراسیایی (Alauda arvensis) در حال آواز خواندن